# أوزيبيو فيليز
أوزيبيو فيليز (بالإسبانية: Eusebio Vélez)‏ هو دراج إسباني، ولد في 28 مارس 1935 في أراثوا-أوبارونديا في إسبانيا.

## وصلات خارجية
- أوزيبيو فيليز على موقع أرشيف الدراجات (الإنجليزية)
- أوزيبيو فيليز على موقع إحصائيات الدراجات الإحترافية (الإنجليزية)
- أوزيبيو فيليز على موقع CycleBase (الإنجليزية)